# Greenville (Alabama)
Greenville település az USA Alabama államában, Butler megyében, melynek megyeszékhelye is. Lakosainak száma 7374 fő (2020. április 1.).

## Népesség
A település népességének változása:

| 2010 | 8 135 |
| 2020 | 7 374 |